# Лланстефан (замок)
Лланстефан (валл. Llansteffan)  — средневековый замок, находится в графстве Кармартеншир в Уэльсе.
Замок открыт на протяжении всего года. Вход бесплатный.

## История замка
Первый норманнский замок из дерева был построен на этом месте в начале XII века. В 1146 году валлийские принцы королевства Дехьюбарт захватили Лланстефан и удерживали его на протяжении двенадцати лет, пока норманнам не удалось отбить замок обратно. В 1189 году валлийцы под предводительством могущественного лорда Риса вновь вошли в замок, но вскоре после этого Лланстефан перешёл в собственность короны.

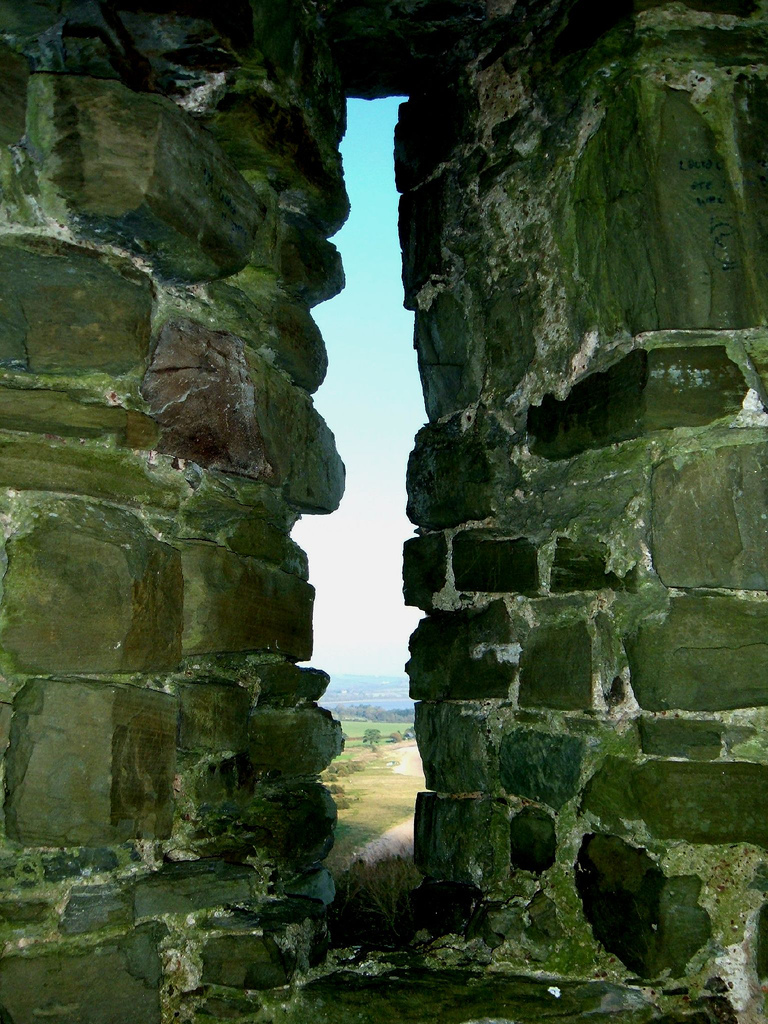
Бойница в замке Лланстефан

В том же году король Генрих II Плантагенет пожаловал Лланстефан норманну Вильгельму де Камвиллю, который построил на месте деревянной крепости замок из камня. В XIII веке валлийцы дважды нападали на замок — сначала во время восстания Лливелина Великого в 1215 году и второй раз в 1257 году. После того как армия Лливелина Великого сожгла и разрушила замок, Джеффри де Камвилль восстановил Лланстефан, укрепив его квадратной Сторожевой башней и Круглой башней, от которой до наших дней сохранился только фундамент.
После того, как в 1257 году валлийцы вновь нанесли урон замку, Лланстефан восстановил Вильгельм де Камвилль 2-й и его сын Джеффри. Вместо деревянного ограждения была выстроена каменная стена, укреплённая двумя трехъярусными башнями (сохранилась только одна из них, Северная башня), также была усилена западная сторона замка и построена большая внешняя сторожевая башня, напоминающая сторожевые башни замков Эдуарда I на севере Уэльса.
В 1338 году умер, не оставив наследника, последний из рода де Камвиллей, и земли этой семьи унаследовал Роберт Пенрис, родственник де Камвиллей по женской линии. В 1377 году Лланстефан перешёл в собственность короны, однако Пенрисам было позволено жить в замке в качестве управляющих. В начале XV века во время восстания валлийцев под предводительством Оуайна Глиндура Джон Пенрис по приказу короля значительно укрепил Лланстефан, но после непродолжительной осады войска повстанцев захватили замок.
Впоследствии замок вернулся в собственность короны, и в 1495 году Генрих VII пожаловал его своему дяде Джасперу Тюдору, графу Пембрукскому. На протяжении следующих 200 лет замок, благоустройством которого никто не занимался, постепенно превращался в руины. Интерес к замку вернулся в начале XIX века, когда на волне романтизма он превратился в популярную туристическую достопримечательность. В настоящее время Лланстефан находится в ведении Службы сохранения исторического наследия Уэльса Cadw.